# East End (Anguilla)
Pour les articles homonymes, voir East End (homonymie).
East End est un district d'Anguilla. Sa population selon le recensement de 2011 était de 671 habitants.

## Patrimoine
- Le Musée du patrimoine anguillais propose une vision de l’histoire de l’île à travers un assortiment d’objets à travers les âges.

## Démographie
Évolution de la population, :
| 1974 | 1984 | 1992 | 2001 | 2011 |
| ---- | ---- | ---- | ---- | ---- |
| 476  | 420  | 672  | 614  | 671  |